# Guillaume III de Melun
Ne pas confondre avec Guillaume III de Melun (vers 1244-1278), vicomte de Melun
Pour les articles homonymes, voir Guillaume de Melun et Melun (homonymie).
Guillaume III de Melun (1er janvier 1588 † 8 septembre 1635 - Saint-Quentin) était prince d'Épinoy, marquis de Richebourg et de Roubaix, vicomte de Gand et de Beaussart (à Carvin), baron d'Antoing, seigneur de Biez, Roucourt, Franleu, etc., connétable héréditaire de Flandre, sénéchal et grand bailli du Hainaut, chevalier de la Toison d'or.

## Biographie

### Un héritage disputé
Henri IV avait fait insérer dans le traité de paix signé à Vervins, le 2 mai 1598, un article particulier en faveur des enfants mineurs de Pierre de Melun, dont son ministre Sully était l'oncle et le tuteur. Cet article abolissait l'effet des confiscations encourues pendant la guerre et portait en outre qu'il serait fait bonne et briève justice à la veuve et aux enfants du prince d'Épinoy pour les biens qui leur appartenaient dans le pays du roi catholique.
Mais Anne-Marie de Melun ( † vers 1634), princesse de Ligne, épouse de Lamoral Ier et fille de Hugues II de Melun, ayant objecté que la confiscation faite par suite de la révolte des Provinces-Unies ne regardait pas la France, Henri IV, qui prenait l'intérêt le plus vif à cette affaire, fit remettre à l'archiduc Albert un mémoire que Sully avait rédigé lui-même en faveur des princes d'Épinoy. Grâce à l'intervention du roi de France, l'archiduc proposa, en 1602, une transaction entre les deux familles, qui rendit à Guillaume III de Melun, resté seul héritier de son père, une partie des biens paternels et laissa ainsi la seigneurie de Roubaix à la princesse de Ligne. Les tuteurs du jeune prince durent se contenter de cette concession apparente, puisqu'un refus eût entraîné la perte totale des héritages contestés, placés tous sous la domination espagnole ; mais au traité signé à Anvers, le 13 avril 1609, entre l'Espagne et les États généraux des Provinces-Unies, l'article 13 annulant toutes les confiscations faites à l'occasion des troubles de 1567, et cela nonobstant tout engagement ou transaction particulière, les enfants du prince d'Épinoy, compris dans cet article, devaient rentrer dans tous leurs biens, malgré la transaction faite avec la princesse de Ligne par leurs tuteurs.
Le prince de Ligne (Lamoral Ier), tout-puissant à la cour d'Espagne, chercha à obtenir un ajournement, et comme le roi de France intervint encore avec instance près de l'archiduc pour l'exécution du traité, il proposa un nouvel arrangement par lequel il cédait tous les biens de la maison de Melun, sauf la baronnie d'Antoing, dont il devait rembourser la valeur, mais il se réservait toujours l'héritage de Werchin, gardant dès lors la seigneurie de Roubaix.
Guillaume de Melun, alors mineur, âgé de 20 ans, protesta contre cet arrangement, accepté cependant par ses tuteurs, approuvé par lettres patentes de Louis XIII, des États généraux des Provinces-Unies et du roi d'Angleterre, et qui, au dire de Sully, lui rendait 120 mille livres de rente.
Les réclamations de ses enfants furent produites pendant les conférences pour la paix de Munster, et confirmées par ce traité célèbre qui, en reconnaissant l'indépendance des Provinces-Unies, annula de nouveau les confiscations, suites des troubles qui l'avaient préparée.
Mais la guerre continuée entre la France et l'Espagne (guerre franco-espagnole) rendit encore nulles ces stipulations, et le traité des Pyrénées, en 1659, confirmant celui de Vervins et proclamant tous leurs droits, ne purent faire rentrer les descendants de Pierre de Melun dans des biens relevant d'un pays où leur adversaire était en faveur, et où on n'avait pas oublié l'origine de la contestation. Il fallut une nouvelle guerre et un nouveau traité de paix pour les remettre en possession d'une seigneurie que des actes qui avaient disposé de provinces entières et créé même des nations, n'avaient pu leur rendre.

### Au service des rois d'Espagne puis de France
Guillaume de Melun rentra dans les biens de son père, dont toutes les puissances de l'Europe avaient stipulé la restitution par l'article XIII du traité conclu à Anvers, le 9 avril 1609. La transaction passée en conséquence avec Lamoral Ier de Ligne : Albert, archiduc d'Autriche, et Isabelle-Claire-Eugénie d'Autriche, infante d'Espagne, souverains des Pays-Bas, la ratifièrent les 4 avril et 6 juin 1610 ; le roi Louis XIII le 10 septembre de la même année ; les États généraux des Provinces-Unies, le 2 octobre suivant, et Jacques Ier, roi d'Angleterre et d'Irlande, roi des Écossais, le 5 mai 1611.
Une patente du 24 mai 1620, le nomma chef et capitaine de trois compagnies de cuirassiers et de deux compagnies d'arquebusiers à cheval réunies en régiment. Il siégea plus tard au conseil d'État et reçut le collier de la Toison d'or.
La charge de grand bailli et gouverneur du Hainaut lui fut provisoirement confiée, en 1625, pendant la minorité du jeune comte de Bucquoy (Charles-Albert de Longueval) : il espérait la conserver, ou recevoir la grandesse, en compensation. Déçu dans ses espérances et poussé par la haine de l'étranger, il devint l'un des chefs de la ligue formée en 1632, avec notamment son beau-frère Alexandre Ier de Bournonville, dans le but de soustraire le pays à la domination espagnole. L'entreprise échoua, il parvint à s'échapper et passa en France.
Un arrêt du grand conseil de Malines, rendu par défaut, le 2 mai 1635, le priva de ses honneurs et dignités, confisqua tous ses biens et le condamna à avoir la tête tranchée. Il mourut, d'une fièvre « pourprée », le 8 septembre de la même année, à Saint-Quentin, et fut enterré dans la chapelle de Notre-Dame de l'église des Capucins de Saint-Quentin.

## Ascendance et postérité
Guillaume de Melun sortait de la branche des Melun, fixée en Belgique, par l'union contractée, en 1327, entre Jean Ier (vers 1290 † 1359), vicomte de Melun, seigneur de Montreuil-Bellay, seigneur de Tancarville (avec sa première épouse Jeanne de Tancarville), Grand chambellan de France (1318), chambellan de Normandie, et Isabelle (vers 1300 † 6 décembre 1354), dame et héritière d'Antoing, d'Épinoy, de Sottegem, châtelaine de Gand. Guillaume était fils de Pierre de Melun, prince d'Épinoy, et de sa seconde femme Hippolyte de Montmorency-Bours.
- Guillaume III de Melun se maria deux fois :
  - ∞ 1°. le 17 octobre 1612 Marie Mencia de Wittem ( † juillet 1613), marquise de Bergen-op-Zoom, comtesse de Walhain, fille aînée et héritière de Jean (ou Henri) de Witthem, seigneur de Beersel, et de Marguerite de Mérode. Marie était veuve de Herman van den Bergh (stadhouder) (nl), comte van den Bergh (nl)-s'Heerenberg (Land van den Bergh), chevalier de la Toison d'or. Guillaume et Marie eurent une fille :
    - une fille, Marie (née vers 1613, morte jeune),

  - ∞ 2°. le 3 novembre 1615 avec Ernestine Claire Eugénie de Ligne-Arenberg (31 octobre 1589 † 12 juin 1653), fille de Charles d'Arenberg (22 février 1550 - Vollenhove † 18 janvier 1616 - Enghien), comte et prince d'Arenberg, et d'Anne-Isabelle de Croÿ, duchesse d'Aerschot, qui le rendit père de onze enfants :
    - Claire-Marie (26 août 1616 - château du Biez † 17 décembre 1652 - couvent des Dominicaines d'Abbeville), religieuse au couvent des religieuses de Saint Dominique à Abbeville, où elle s'était retirée avec sa mère ;
    - Ambroise (18 novembre 1618 † 5 août 1641 - des suites d'une blessure reçue au siège d'Aire-sur-la-Lys[2] - inhumé aux Capucins de Saint-Quentin, auprès de son père), prince d'Épinoy et du Saint Empire[3] ;
    - Anne de Melun (1618 † 1679)Anne, dite Mlle de Melun (18 février 1618 † 13 août 1679 - Baugé), religieuse, chanoinesse de Mons
En 1649, Anne quitta les chanoinesses de Mons et, après être restée un an auprès de sa mère à Abbeville, se retira en Anjou où elle fut la bienfaitrice de l'Hôtel-Dieu de Baugé fondé par Marthe de la Beausse : elle y mourut en odeur de sainteté.
    - Alexandre Guillaume (1619 † 16 février 1679 - Château d'Antoing), prince d'Épinoy, marié, dont :
      - Postérité ;

    - Henri ( † janvier 1664), marquis de Richebourg colonel du régiment d'infanterie wallonne, mort au Portugal au service du roi d'Espagne, sans union ni postérité ;
    - Charles-Alexandre-Albert ( † 1675), marié le 12 février 1664 avec Renée de Rupierre[4], dame de Survié, fille et héritière de Philippe de Rupierre, seigneur de Survie, de la Cressonnière, etc., et de Françoise de Mailloc. Auteurs du rameau des comtes de Melun[5], ils eurent cinq fils et trois filles, dont :
      - Alexandre, dit « le comte de Melun », vicomte de Gand, seigneur de Survié, de la Cressonnière, marié en 1690 avec Elizabeth de Rohan, « Mademoiselle de Montbazon » (1663 † 1707), fille de Charles II (1633 † 1699), prince de Guéméné, 4e duc de Montbazon, et pair de France, comte de Rochefort et de Jeanne-Armande de Schomberg, dont :
        - Louise Armande ( † 13 septembre 1734 - Paris), mariée avec son oncle Gabriel de Melun, vicomte de Gand et de Melun, dont postérité ;

      - Ambroise, dit « le marquis de Melun », chef de la maison à la mort de Louis II, prince d'Épinoy, marié en 1709 avec Françoise Charlotte, fille de François de Monchy († 1733), baron de Vismes, seigneur de Sailly-le-Secq et de Flibeaucourt, sénéchal de Ponthieu et d'Isabelle de Saint-Blimont ( † 1737 - Abbaye d'Avesnes), dont :
        - Jean Alexandre Théodose (25 janvier 1710 † 6 janvier 1738 - Paris), « prince d'Épinoy, comte de Melun », seigneur prévôt héréditaire de Douai, connétable héréditaire de Flandres, mestre de camp commandant le régiment Royal Cavalerie, marié avec sa cousine Louise Elisabeth (13 décembre 1712 † 17 novembre 1755), fille de son oncle Gabriel, dit « vicomte de Melun », et de Louise Armande de Melun, dont :
          - une fille ;
          - Marie-Gabrielle-Charlotte-Louise (24 octobre 1736 † 14 juillet 1759 - Versailles).
          - Louise Elisabeth (17 janvier 1738 (née posthume) † 1791), « dame pour accompagner » « Mesdames les Cadettes » (Victoire, Louise et Sophie) (1768-1775), « dame pour accompagner » Madame Victoire (1775-1789), mariée le 9 octobre 1758 avec Philippe Alexandre Emmanuel François Joseph ( † 1808), 1er prince de Ghistelles (16 août 1760), 4e marquis de Saint-Floris, seigneur de La Vieille-Chapelle et de Croix, dont postérité ;

      - Gabriel, dit « le vicomte de Melun » ( † 21 août 1739 - Abbeville, où il est inhumé), vicomte de Gand, commandant (gouverneur) d'Abbeville, lieutenant-général des armées du roi, servit en Italie en qualité de lieutenant-général des armées (1734), chevalier de l'ordre de Saint-Louis, marié, à Abbeville le 8 juillet 1710, avec sa nièce Louise Armande (1694 † 13 septembre 1734 - Paris), fille d'Alexandre, « le comte de Melun ». De leur mariage est née :
        - Louise-Elisabeth (13 décembre 1712 † 17 mai 1755), tenue sur les fonts de baptême, pour les cérémonies, par Adrien-Maurice, duc de Noailles, et par Élisabeth de Lorraine, princesse douairière d'Épinoy, mariée avec son cousin Jean Alexandre Théodose (25 janvier 1710 † 6 janvier 1738 - Paris), dont postérité, puis le 30 décembre 1739 à Fribourg (Suisse), avec Louis de Melun ( † 1763), marquis de Melun-Maupertuis (mariage dissous d'un commun accord le 30 avril 1742), puis le 5 mai 1742, (contrat de mariage du 17 avril 1742), avec Antoine Claude Gilbert Alyre (1690 † 1780), marquis de Langeac, dont postérité.

    - François Philippe ( † 7 février 1690), marquis de Richebourg, comte de Beaussart (à Carvin), gouverneur de Valenciennes, de Gueldre, de Mons et du comté de Hainaut, chevalier de la Toison d'or, marié en février 1665 avec Marie Thérèse ( † 1714), fille de Balthazar-Philippe de Gand, dit Vilain, prince de Masmines (1652), comte d'Isenghien et de Middelbourg (...), seigneur des Villes de Lannoy, de Watten et de Charleroi (1617-1680)[6],[7] (et tante du maréchal Louis), dont :
      - Postérité ;

    - Isabelle Claire, chanoinesse de Maubeuge
    - Marie-Madeleine, chanoinesse à Mons, où elle est enterrée ;
    - Françoise-Alberte, aussi chanoinesse et enterrée à Mons ;
    - Claire-Catherine, chanoinesse à Mons, morte et enterrée dans l'église de Sainte-Waudrude ;

## Décorations
Il fut fait chevalier de la Toison d'or (1621, brevet no 351).